# Veľký Folkmar
Veľký Folkmar (allemand : Großvolkmar) est un village de Slovaquie situé dans la région de Košice.

## Histoire
La première mention écrite du village date de 1336.

## Démographie

### Évolution de la population
| Année:               | 1994. | 2004.   | 2014.   | 2024.   |
| -------------------- | ----- | ------- | ------- | ------- |
| Nombre de personnes: | 916   | 927     | 909     | 873     |
| Différence:          |       | +1,20 % | -1,94 % | -3,96 % |

| Année:               | 2023. | 2024.   |
| -------------------- | ----- | ------- |
| Nombre de personnes: | 876   | 873     |
| Différence:          |       | -0,34 % |